# Михновский, Григорий Матвеевич
Григо́рий Матве́евич Михно́вский (не позднее 1798 — 1865, Одесса) — первый командир первого боевого парохода в истории российского флота, один из основателей регулярного грузопассажирского пароходного сообщения на Чёрном море, подполковник.

## Биография
Происходил «из унтер-офицерских детей», сын губернского регистратора. После смерти отца был «прислан от Екатеринославского гражданского губернатора» в Николаев и 18 мая 1806 года по предписанию главного командира Черноморского флота адмирала И. И. де Траверсе зачислен в Черноморское штурманское училище. Выпущен из училища в 1814 году штурманским помощником унтер-офицерского чина.
В 1815—1817 годах служил в Таганроге «в лоции по Азовскому морю», затем — в Николаеве, на парусниках и транспортах; 1 июня 1817 года произведён в 14-й класс. Зимой 1819—1820 гг. «находился в описи Днепровского лимана по льду»; с 11 марта 1822 года — «на пароходном боте сам командиром».
Летом 1823 года, ещё на стапелях, принял 14-пушечный пароход «Метеор», заложенный в Николаеве 17 марта 1823 г. и спущенный на воду 15 июня 1825 г. — первый русский паровой военный корабль.
2 октября 1827 года из штурманских помощников 14-го класса был произведён в поручики, получив права потомственного дворянства. До начала русско-турецкой войны (апрель 1828 г.) ходил на «Метеоре» командиром, затем, на время боевых действий — на нём же штурманом под командой лейтенанта А. П. Скрягина: «1828 года мая с 5 по 12-е июня находился при блокаде и взятии турецкой крепости Анапы и в действительном сражении мая 6 дня противу черкес и турок. Равно был при блокаде крепости Варны»:
В связи с нападением значительных сил черкесов на войска, осаждавшие Анапу, выделенные из состава эскадры фрегат «Евстафий», шхуна «Севастополь», катер «Жаворонок» и пароход «Метеор» своим огнем поддерживали прибрежный фланг сухопутных войск». Особенно помог русскому десанту пароход «Метеор», который, имея небольшую осадку и свободу передвижения, переходил с одного места на другое и пушками выбивал черкесов из их укрытий.
Затем командовал пароходом «Молния». В 1830 году принял в Петербурге новопостроенный пароход «Нева», направлявшийся в Одессу вокруг Европы.
В 1830 и 1832 гг. командовал пароходом «Одесса», в 1831 и 1833 гг. — пароходом «Нева» Черноморского общества пароходов, который начал совершать нерегулярные рейсы в Стамбул и стал, таким образом, первым пассажирским пароходом на Черном море. В августе-сентябре 1833 — снова на «Одессе». В 1834 — «на пароходе “Наследник” командиром», в 1835 — снова на «Неве», в 1836 — опять на «Наследнике». Таким образом, Г. М. Михновский всякий раз принимал под команду тот одесский пароход, который в данный момент был исправен и на ходу.
С 8 апреля 1831 года — штабс-капитан. 14 апреля 1831 года «за благополучно оконченную Турецкую войну… получил Высочайше пожалованный годовой оклад жалования и Серебряную медаль» на Георгиевской ленте. В 1833 году «на основании Высочайшего Его Императорского Величества разрешения» получил Золотую медаль, «учрежденную Его Величеством султаном турецким в воспоминание пребывания вспомогательного Российского отряда на берегах Константинопольского пролива».
Вплоть до 1836 года состоял в числе офицеров Черноморского флота (9-й ластовый экипаж); позднее номинально числился на временно свободных вакансиях в частях карантинной стражи (Керченский полубатальон, Феодосийская отдельная рота, Одесский батальон, с августа 1845 г. — Прутский карантинный полубатальон), подчинявшихся непосредственно генерал-губернатору.
С марта 1846 г. в чине капитана, с марта 1851 г. — майора, командовал пассажирским пароходом «Днестр» Новороссийской пароходной экспедиции. В январе 1854 списан на берег по возрасту и назначен командиром Измаильского полубатальона карантинной стражи. Около 1863 года вышел в отставку с чином подполковника.
Умер 27 июня 1865 года[по какому календарю?] в Одессе от болезни печени, отпет в Михаило-Архангельской церкви и похоронен на Старом (Первом) христианском кладбище.

## Семья
Первым браком был женат (с 1822 года) на дочери николаевского купца Устина Трофимовича Гончарова Марине (1805, Николаев — 1841, Одесса), вторым (с 1842 года) — на дочери титулярного советника Александра Николаевича Ланова Надежде (род. ок. 1815).
Имел не менее восьми детей. Сын Павел (1831, Одесса — 1892, Иркутск), выпускник одесского Ришельевского лицея — с 1874 года управляющий Иркутской таможней, действительный статский советник (1881). Внук Константин Павлович (1868, Одесса — ок. 1928, Москва) — известный московский присяжный поверенный, председатель Общества вспомоществования учащимся в Москве сибирякам и сибирячкам; внучка Анастасия Павловна (1878, Иркутск — 1957, Калинин) в 1902—1939 г.г. была замужем за известным микробиологом В. Н. Шапошниковым, впоследствии (с 1953) — академиком АН СССР.